# Хабиб, Ирфан
Ирфан Хабиб (хинди इरफान हबीब, урду برفان ببیب‎, гудж. ઈરફાન હબીબ, англ. Irfan Habib, род. в 1931) — индийский историк древней и средневековой Индии, в основном в отраслях экономической истории и исторической географии, следующий марксистскому подходу в историографии. Хорошо известен твёрдой позицией против индуистского и исламского фундаментализма. Является автором ряда книг, в том числе «Аграрная система Могольской Индии, 1556—1707».

## Семья
Сын историка Мухаммеда Хабиба. Его дед по отцовской линии, Мухаммед Насим, состоятельный адвокат, финансировавший съезд Индийского национального конгресса в Лакхнау в 1916 году. Его дед по материнской линии, Аббас Тиабджи, был сподвижником Махатмы Ганди. Его жена Сайера Хабиб преподавала экономику в Алигархском мусульманском университете (АМУ). Его второй сын Фаиз Хабиб является картографом в археологическом отделе Центра перспективных исследований.

## Академическая карьера
После возвращения из Оксфорда, был профессором истории в Алигархском мусульманском университете на протяжении 1969—1991 годов; в настоящее время остаётся там эмеритом. Читал Радхакришнановскую лекцию в Оксфорде в 1991 году. Избран членом-корреспондентом британского Королевского исторического Общества в 1997 году.
Труды Хабиба касаются исторической географии в Древней Индии, истории индийской технологии, средневековой административной и экономической истории, колониализма и его последствий для Индии, а также историографии.
Амийя Кумар Багчи называет Хабиба «одним из двух ведущих историков-марксистов сегодняшней Индии и в то же время, одним из величайших живущих исследователей истории Индии между двенадцатым и восемнадцатым веками».

## Должности
Координатор/председатель Центра перспективных исследований в АМУ от 1975—1977 и 1984—1994. Был председателем Индийского Совета исторических исследований в 1986—1990. Был генеральным секретарем, секционным президентом, а затем генеральным президентом Конгресса индийской истории (1981).

## Философские и политические взгляды
Хабиб идентифицирует себя как марксиста и использует в своей работе историко-материалистические подходы.
Хабиб писал книги о Ведах и ведическом периоде индийской цивилизации, считая Веды неплохим историческим источником.
Хабиб стойко отстаивает секуляризм и светский характер государства против любого религиозного фундаментализма. На Конгрессе индийских историков 1998 года он провёл резолюцию против т. н. «шафранизации» истории — инструментализации и глорификации индийского прошлого с ультраправых позиций хиндутвы. Он настаивает, что правоконсервативное правительство Бхаратия джаната парти и особенно его министр развития человеческих ресурсов, ответственны за фальсификацию истории, изобретение фальшивых фактов и дат в соответствии с их трактовкой индийской истории.

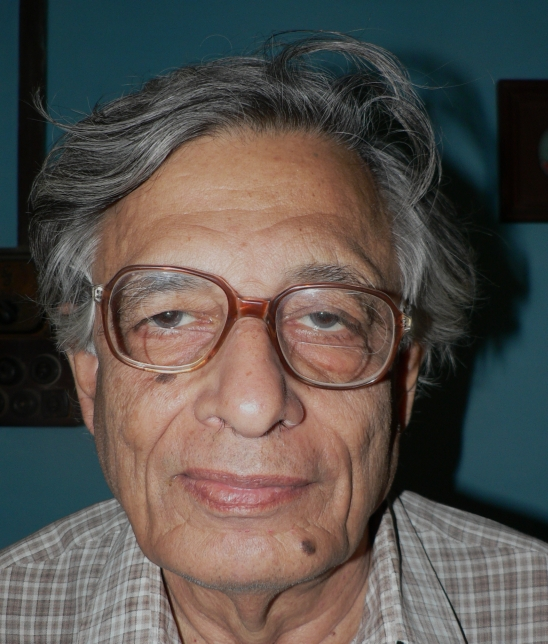
Ирфан Хабиб — 2007

## Признание
- Среди первых шести стипендиатов стипендии Джавахарлала Неру, 1968[8].
- Премия Уатумулл Американской исторической Ассоциации, 1982 (совместно с Тапаном Райчаудхури)[9].
- Падма Бхушан, 2005[10].
- Мемориальная лекция Ибн Сины, 2009 (Академия средневековой медицины и наук имени Ибн Сины).